# Cyclura pinguis
Cyclura pinguis — вид ящірок, що знаходяться під загрозою зникнення, роду Cyclura, що належить до родини ігуанові. Вид можна зустріти виключно на островах Анегада і Гуана. Історично воно населяло острови Пуерто-Рико та Сент-Томас, однак початковий ареал тварини значно зменшився протягом доісторичного періоду.

## Анатомія і морфологія
Це велика скельна ігуана з важким тілом, загальна довжина тіла якої досягає близько 560 мм. У неповнолітніх вони мають слабкий або яскравий візерунок із широкими сірими або мохово-зеленими смугами, які перемежовуються широкими сірими або чорними шевронами, спрямованими вперед. Ці смуги бліднуть і, як правило, втрачаються, коли тварини дорослішають, стаючи однорідними сіруватими або коричнево-чорними з різною кількістю бірюзи на спинних шипах, основі хвоста, передніх і задніх ногах. Іноді це блакитне забарвлення поширюється на боки особини, особливо у самців. Самиці, як правило, мають відносно тьмяний колір, демонструючи менш яскравий синій колір, якщо такий є. Цей вид, як і інші види Cyclura, є статевим диморфом; самці більші за самок і мають більш помітні спинні гребені, «роги» та стегнові пори на стегнах, які використовуються для вивільнення феромонів.

## Дієта
Як і всі види Cyclura, ця наземна ігуана в основному травоїдна, споживаючи листя, квіти та плоди різних видів рослин. Однак через пряму конкуренцію з худобою, яка пасеться в її рідному середовищі існування, такою як вівці, кози, ослики та велика рогата худоба, вони були зведені до споживання рослинності, відкинутої цими домашніми та дикими тваринами. Це також призвело до того, що вони стали умовно м'ясоїдними тваринами, які полюють на сороконіжок, багатоніжок, плотву, комах та інших безхребетних, а не були травоїдними.